# Jelena Igorewna Proklowa
Jelena Igorewna Proklowa (russisch Елена Игоревна Проклова; * 2. September 1953 in Moskau, Sowjetunion) ist eine sowjetische und russische Schauspielerin.

## Leben und Wirken
Die Großeltern von Jelena Proklowa waren Schauspieler. Sie wuchs aufgrund des Freundeskreises ihrer Eltern in einem Milieu von Künstlern und Schauspielern auf. Das Landhaus, in dem sie lebten, stand in einer Siedlung, in der vor allem Wissenschaftler, Künstler und Entertainer wohnten. Zunächst jedoch begann sie mit dem Kunstturnen und wurde bereits mit elf Jahren Meisterin des Sports.
Ihr Großvater war zweiter Regisseur für den Film Tanja sucht Freunde (1966), für den die Rolle des 11-jährigen Mädchens Tanja zu besetzen war. Da der Großvater es selbst ablehnte, schlug ein befreundeter Kameramann dem Regisseur Alexander Mitta Proklowa für die Rolle vor. Bis 1970 war sie in einigen Filmen als Kinderdarsteller aktiv, darunter als Natascha im vierteiligen DDR-Fernsehfilm Begegnungen von Georg Leopold und Konrad Petzold und als Gerda in der Andersen-Verfilmung Die Schneekönigin (beide 1967).
Bis 1973 absolvierte sie ein Schauspielstudium am Moskauer Kunst-Theater und war danach an diesem Theater Ensemblemitglied bis 1991. Dort spielte sie unter anderem die Mascha in Tschechows Drei Schwestern und die Hauptrolle in Roschtschins Valentin und Valentina.
Ihre Filmkarriere als erwachsene Darstellerin begann in der zweiten Hälfte der 1970er Jahre. Unter der Regie von Iossif Cheifiz spielte sie die weibliche Hauptrolle der Tanja Feschowa in Die Einzige (1976). Dafür wurde sie auf dem Allunionsfilmfestival in Frunse mit dem 2. Preis für Darsteller ausgezeichnet. Weitere wichtige Rollen spielte sie in Igor Maslennikows Ein sentimentaler Roman (1977) und Andrei Smirnow Weroi i prawdoi (1980). Sie ist Verdiente Künstlerin der RSFSR.
Von Mai 2006 bis August 2010 führte sie mit dem Entertainer Gennadi Malachow durch die Fernsehsendung Malachow+, die im russischen Fernsehsender Perwy kanal ausgestrahlt wurde. Seit dem 25. Oktober 2010 moderiert sie die Sendung Wohnen auf demselben Sender.

## Politisches Auftreten
Proklowa ist Mitglied der Gesellschaftlichen Kammer Russlands. Sie gehört der Partei Einiges Russland an. Zudem ist sie Vizepräsidentin der allrussischen gesellschaftlichen Organisation «Liga der Gesundheit der Nation» und Mitglied der Gesellschaftlichen Kammer für Umweltsicherheit und Umweltschutz.

## Ehrungen
- 2. Preis für schauspielerische Leistung beim Allunionsfilmfestival 1976[1]
- Trägerin des Preises des Lenin’schen Komsomols („Лауреат премии Ленинского комсомола“)[2]
- Verdiente Künstlerin der Russischen Sozialistischen Föderativen Sowjetrepublik („Заслуженная артистка РСФСР“)[2]

## Filmographie (Auswahl)
- 1965: Tanja sucht Freunde (Звонят, откройте дверь)
- 1967: Die Schneekönigin (Снежная королева)
- 1967: Begegnungen
- 1969: Übergangsalter (Переходный возраст)
- 1970: Leuchte, mein Stern, leuchte (Гори, гори, моя звезда)
- 1976: Die Einzige (Единственная)
- 1977: Ein Schlüssel, den man nicht weitergeben darf (Ключ без права передачи)
- 1977: Wie der dumme Iwanuschka das Wunder suchte (Как Иванушка-дурачок за чудом ходил)
- 1977: Ein sentimentaler Roman (Сентиментальный роман)
- 1977: Eine eigene Meinung (Собственное мнение)
- 1977: Der Hund im Heu (Собака на сене) – Fernsehfilm
- 1977: Mimino (Мимино)
- 1978: Täubchen (Голубка) – Fernsehfilm
- 1978: Verwirrung der Gefühle (Смятение чувств)
- 1979: Suche den Wind (Ищи ветра…)
- 1981: Werden Sie mein Mann (Будьте моим мужем)
- 1982: Wir waren Nachbarn (Мы жили по соседству)
- 1983: Späte Liebe (Поздняя любовь) – Fernsehfilm
- 1983: Krumme Touren (Из жизни начальника уголовного розыска)
- 1984: Die erste Reiterarmee (Первая конная)
- 1987: Behaltet mich so in Erinnerung (Запомните меня такой) – Fernsehfilm